# Sebastian Rajalakso
Per Johan Sebastian Rajalakso, född 23 september 1988 i Enköping, är en svensk fotbollsspelare (mittfältare) med finskt ursprung som spelar för United IK Nordic.

## Karriär
Rajalakso är fotbollsfostrad i Fanna BK och gick därefter till Enköpings SK år 2000. Den 13 september 2007 skrev Rajalakso, 10 dagar innan han fyllde 19, på för fyra säsonger (2008–2011) med Djurgårdens IF. Den 29 januari 2008 blev Rajalakso för första gången uttagen till Sveriges U21-landslag. Rajalakso gjorde mål i varje match i sina fem första matcher med Djurgården:
- Omgång 1, 30 mars, mot IFK Norrköping (b - allsvensk debut).
- Omgång 2, 5 april, mot Malmö FF (h - hemmapremiär).
- Omgång 3, 9 april, mot Gefle (b).
- Omgång 4, 13 april, mot Halmstads BK (h).
- Omgång 5, 16 april, mot Örebro SK (b).

I Djurgårdens sista allsvenska match 2008 före EM-uppehållet blev Rajalakso utvisad. I frustration svor Rajalakso åt domaren i spelaringången, smällde och sparkade dörrar i direktsänd TV, vilket innebar att avstängningen förlängdes från en till två allsvenska matcher plus en cupmatch .
Inför Allsvenskan 2009 var Rajalakso på U21-landslagsläger och spelade två landskamper mot Belgien. I den avslutande landskampen 31 mars 2009 gjorde han sina två första U21-landslagsmål, bägge på frispark .
Den 9 september 2011 förlängde han sitt kontrakt med Djurgården med 3 säsonger (2012–2014).
På sin 23:e födelsedag den 23 september 2011 gjorde Rajalakso för första gången 2 mål i en och samma allsvenska match i 2–1-segern mot Kalmar FF hemma på Stockholms Stadion .
Sebastian Rajalaksos några år yngre bror Joel Rajalakso var under säsongen 2009 anfallare i Enköpings SK  och pojklandslagsspelare . Sedan 2012 spelar Joel Rajalakso i Åtvidabergs FF.
Den 27 mars 2013, bara några dagar före den allsvenska säsongsstarten, lånades Sebastian Rajalakso ut till den allsvenska konkurrenten Syrianska FC för hela säsongen 2013 med restriktionen/klausulen att han inte får spela mot just Djurgården.
Inför säsongen 2018 värvades Rajalakso av Syrianska FC. Den 3 januari 2020 återvände han till moderklubben Fanna BK. Sommaren 2020 gick Rajalakso vidare till division 3-klubben United IK Nordic som sedermera avancerade till både Division 2 och Ettan.

## Meriter
- P19- och U21-landskamper för Sverige
- Intern skytte- och poängkung i Enköpings SK 2007
- Intern skyttekung i Djurgårdens IF 2008 (ensam skyttekung) och 2009 (delad skyttekung)
- Nominerad till Årets nykomling vid Fotbollsgalan 2008

## Säsongsfacit: seriematcher / mål
- 2006: ?  / 5[15]
- 2007: 29 / 8 (Enköping)
- 2008: 27 / 7 (DIF)
- 2009: 28 / 3
- 2010: 20 / 1
- 2011: 28 / 5
- 2012: 24 / 2
- 2013: 00 / 0 (DIF)
- Totalt i DIF: 127 / 18
- 2013: 5 / 0 (Syrianska)